# Superliga Série A (maschile)
La Superliga Série A brasiliana di pallavolo maschile è la massima serie del campionato brasiliano maschile di pallavolo: al torneo partecipano dodici squadre di club brasiliane e la squadra vincitrice si fregia del titolo di campione del Brasile.

## Albo d'oro
| La competizione è denominata "Campeonato de Clubes" |                    |                    |                 |
| 1976 Dettagli                                       | Botafogo           | Paulistano         | -               |
| 1977                                                | Non disputato      | Non disputato      | Non disputato   |
| 1978 Dettagli                                       | Paulistano         | Flamengo           | -               |
| 1979                                                | Non disputato      | Non disputato      | Non disputato   |
| 1980 Dettagli                                       | Pirelli            | Fluminense         | -               |
| 1981 Dettagli                                       | Atlântica Boavista | Pirelli            | -               |
| 1982 Dettagli                                       | Pirelli            | Atlântica Boavista | -               |
| 1983 Dettagli                                       | Pirelli            | Atlântica Boavista | -               |
| 1984 Dettagli                                       | Minas              | Bradesco Atlântica | -               |
| 1985 Dettagli                                       | Minas              | Bradesco Atlântica | -               |
| 1986 Dettagli                                       | Minas              | Bradesco Atlântica | -               |
| 1987 Dettagli                                       | Banespa            | Pirelli            | -               |
| La competizione è denominata "Liga Nacional"        |                    |                    |                 |
| 1988-89 Dettagli                                    | Pirelli            | Minas              | -               |
| 1989-90 Dettagli                                    | Banespa            | Pirelli            | -               |
| 1990-91 Dettagli                                    | Banespa            | Frangosul          | -               |
| 1991-92 Dettagli                                    | Banespa            | Pirelli            | -               |
| 1992-93 Dettagli                                    | União Suzano       | Pirelli            | -               |
| 1993-94 Dettagli                                    | União Suzano       | Palmeiras          | -               |
| La competizione è denominata "Superliga"            |                    |                    |                 |
| 1994-95 Dettagli                                    | Ginástica          | União Suzano       | Palmeiras       |
| 1995-96 Dettagli                                    | Telesp Clube       | União Suzano       | Ginástica       |
| 1996-97 Dettagli                                    | União Suzano       | Banespa            | Telesp Clube    |
| 1997-98 Dettagli                                    | Ulbra              | Olympikus          | União Suzano    |
| 1998-99 Dettagli                                    | Ulbra              | União Suzano       | Olympikus       |
| 1999-00 Dettagli                                    | Minas              | Unisul             | Banespa         |
| 2000-01 Dettagli                                    | Minas              | Ulbra              | Palmeiras       |
| 2001-02 Dettagli                                    | Minas              | Banespa            | Náutico         |
| 2002-03 Dettagli                                    | Ulbra              | Unisul             | Banespa         |
| 2003-04 Dettagli                                    | Unisul             | Ulbra              | Minas           |
| 2004-05 Dettagli                                    | Banespa            | Minas              | On Line         |
| 2005-06 Dettagli                                    | Cimed              | Minas              | Banespa         |
| 2006-07 Dettagli                                    | Minas              | Cimed              | Banespa         |
| 2007-08 Dettagli                                    | Cimed              | Minas              | Ulbra           |
| 2008-09 Dettagli                                    | Cimed              | Minas              | Sada            |
| 2009-10 Dettagli                                    | Cimed              | Funadem            | Pinheiros       |
| 2010-11 Dettagli                                    | Sesi               | Sada               | GRER            |
| La competizione è denominata "Superliga Série A"    |                    |                    |                 |
| 2011-12 Dettagli                                    | Sada               | GRER               | Minas           |
| 2012-13 Dettagli                                    | RJX                | Sada               | Sesi            |
| 2013-14 Dettagli                                    | Sada               | Sesi               | BVC             |
| 2014-15 Dettagli                                    | Sada               | Sesi               | Funvic          |
| 2015-16 Dettagli                                    | Sada               | BVC                | Funvic          |
| 2016-17 Dettagli                                    | Sada               | Funvic             | Sesi            |
| 2017-18 Dettagli                                    | Sada               | Sesi               | Sesc            |
| 2018-19 Dettagli                                    | Funvic             | Sesi               | Sada            |
| 2019-20 Dettagli                                    | Non assegnato      | Non assegnato      | Non assegnato   |
| 2020-21 Dettagli                                    | Funvic             | Minas              | BVC             |
| 2021-22 Dettagli                                    | Sada               | Minas              | Sesi            |
| 2022-23 Dettagli                                    | Sada               | Minas              | Amigos do Vôlei |
| 2023-24 Dettagli                                    | Sesi               | BVC                | Índios Guarus   |
| 2024-25 Dettagli                                    | Sada               | BVC                | ABCD            |

## Palmarès
| Squadra            | Titolo | Edizione                                                                        |
| ------------------ | ------ | ------------------------------------------------------------------------------- |
| Sada               | 9      | 2011-12, 2013-14, 2014-15, 2015-16, 2016-17, 2017-18, 2021-22, 2022-23, 2024-25 |
| Minas              | 7      | 1984, 1985, 1986, 1999-00, 2000-01, 2001-02, 2006-07                            |
| Banespa            | 5      | 1987, 1989-90, 1990-91, 1991-92, 2004-05                                        |
| Pirelli            | 4      | 1980, 1982, 1983, 1988-89                                                       |
| Cimed              | 4      | 2005-06, 2007-08, 2008-09, 2009-10                                              |
| União Suzano       | 3      | 1992-93, 1993-94, 1996-97                                                       |
| Ulbra              | 3      | 1997-98, 1998-99, 2002-03                                                       |
| Unisul             | 2      | 1995-96, 2003-04                                                                |
| Funvic             | 2      | 2018-19, 2020-21                                                                |
| Sesi               | 2      | 2010-11, 2023-24                                                                |
| Paulistano         | 1      | 1978                                                                            |
| Bradesco Atlântica | 1      | 1981                                                                            |
| Ginástica          | 1      | 1994-95                                                                         |
| RJX                | 1      | 2012-13                                                                         |